# Guillaume François Rouelle
Guillaume François Rouelle (Mathieu (Calvados), 15 de setembre de 1703 - París, 3 d'agost de 1770) fou un químic i farmacèutic francès. L'anomenaven Rouelle el Vell per distingir-lo del seu germà menor Hilaire Marin Rouelle, anomenat Rouelle el Jove, també químic famós per haver aïllat per primera vegada la urea de l'orina.

## Biografia
Fou professor de química dels estudiants de medicina i de farmàcia al Jardí Reial de les Plantes Medicinals a París. Els seus cursos, amb demostracions experimentals, tingueren gran renom entre els intel·lectuals francesos i varen tenir gran influència en la seva formació. Dels seus alumnes cal destacar Diderot i Parmentier, i els dos destacats químics Antoine Laurent Lavoisier i Pierre Joseph Macquer. Fou elegit membre de l'Académie des Sciences el 1744 i també d'altres institucions (Acadèmia reial d'Estocolm i Acadèmia electoral d'Erfurt).

## Obra
Ideà una classificació nova per a les sals, agafant com a referència els àcids i les bases o els òxids de metalls que les produïen, i les seves formes cristal·lines. També dugué a terme estudis sobre les densitats dels àcids, sobre el sulfur d'hidrogen, SH₂, sobre la sal marina, sobre els constituents de les plantes i sobre l'art d'embalsamar dels antics egipcis.
Integrà en les seves idees la teoria del flogist de Georg Ernst Stahl, que conegué de manera indirecta a través d'una publicació de Senac de l'any 1723. Com que no conegué directament els llibres de Georg Ernst Stahl (escrits en una mescla de llatí i alemany i que no es començaren a traduir al francès fins al 1767) en va fer una interpretació personal que va transmetre als seus alumnes. Les seves idees foren qüestionades per Lavoisier que demostrà els errors de la teoria del flogist.

### Obres
- Analyses chimiques des nouvelles eaux minérales, vitrioliques, ferrugineuses, decouvertes à Passy dans la maison de Madame de Calsabigi. Avec les proprietés medicinales de ces mêmes eaux, fondées sur les observations des médecins & chirurgiens des plus célébres, dont on rapporte les certificats authentiques (1757)
- Cours d'expériences chymiques. Les plantes, les animaux et les minéraux sont l'objet de ces expériences, et en font les trois parties (1759) Text en línia.
- Expériences faites par MM. Rouelle et d'Arcet, d'après celles de M. Sage sur la quantité d'or qu'on retire de la terre végétale, et des cendres des végétaux (s.d.)
- Exposé des principes et vertus de l'eau d'une source découverte à Vaugirard dans le jardin de M. Le Meunnié (s.d.)